# Bad Kissingen
Bad Kissingen település Németországban, azon belül Bajorországban. Lakosainak száma 23 245 fő (2023. december 31.).
2021 óta az Európa nagy fürdővárosai világörökségi helyszín része.

## Népesség
A település népessége az elmúlt években az alábbi módon változott:
| Lakosok száma | 3125 | 14 641 | 22 279 | 20 802 | 21 102 | 21 225 | 21 696 | 22 245 | 22 619 | 23 245 |
|               | 1875 | 1950   | 1975   | 2010   | 2012   | 2013   | 2015   | 2017   | 2021   | 2023   |